# Caudalejeunea lehmanniana
Caudalejeunea lehmanniana är en bladmossart som först beskrevs av Carl Moritz Gottsche, och fick sitt nu gällande namn av Alexander William Evans. Caudalejeunea lehmanniana ingår i släktet Caudalejeunea och familjen Lejeuneaceae. Inga underarter finns listade i Catalogue of Life.